# Чед Ченнінг
Чед Ченнінг (англ. Chad Channing; 31 січня 1967) — колишній барабанщик гурту Nirvana, який грав у колективі з 1988 по 1990 рік.

## Біографія

### Дитинство
Його батько, Вейн, працював ді-джеєм на радіо та постійно їздив по всій країні. Чед розповідав: «Нашим гаслом було: „Через півроку — в дорогу“. Тому про всіх друзів, що у мене були, я знав лише одне — вони тимчасові. Все було тимчасовим. Це здавалося достатньо диким. Ти не спілкуєшся з людьми лише тому, що тобі просто нема чого заводити друзів, оскільки ти скоро їдеш». Чед хотів стати професійним гравцем в американський футбол, але у віці тринадцяти років він зламав стегнову кістку. Потрібна була операція і сім років реабілітаційних процедур. До цього часу він вже зацікавився музикою та пробував грати на ударних, гітарі та інших інструментах.

### Юність
Подібно Курту, Чед кинув школу на останньому році навчання, оскільки через хворобу він був просто не в змозі надолужити згаяне. До того ж він мріяв стати музикантом і не бачив особливого сенсу в отриманні диплома. До моменту зустрічі з Куртом та Крісом він працював кухарем в рибному ресторанчику на Бейнбрідж Айленд, а вечорами курив «траву», пив вино і споживав місцеву «кислоту», що вважалася особливо сильною.

### Nirvana
Курт і Кріс репетирували в підвалі будинку Кріса, обклавши його зсередини старими матрацами, коробками з-під яєць і відходами пиломатеріалів, запозиченими на найближчому будівництві. Однак все одно музика зовні звучала дуже голосно, і сусіди постійно скаржилися, тому вони не могли репетирувати допізна. Зате у Чеда була чудова фіберглассова ударна установка з приголомшливим звуком. Пізніше Чеда змінив Дейв Ґрол

### ПісляNirvana
У червні 2006 року Чед Ченнінг зібрав власний гурт — Before Cars. Новостворений колектив вже встиг видати дебютний сингл «Old Chair» на лейблі Flotation Records, загальною кількістю в 500 екземплярів. Ченнінг в новому гурті змінив роль барабанщика на посаду вокаліста, бас-гітариста і ритм-гітариста.
Продюсує записи та ж людина, що відповідала за випуск дебютного альбому Nirvana — Джек Ендіно. З ним Ченнінг збирається «записати кілька пісень цієї весни, а потім зможемо зібрати твори в нормальний альбом». Ченнінг зізнається, що щасливий тим, що може грати свою музику і тим, що людям вона подобається.